# Parasita de fígado

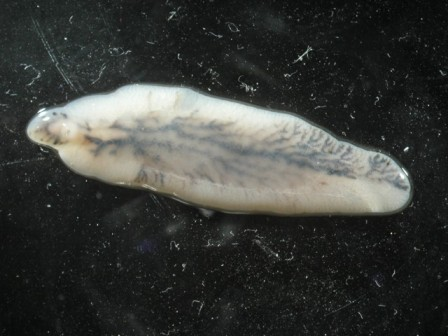
Fasciola hepatica

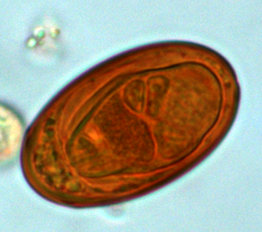
Ovos de Dicrocoelium sp.

Parasita de fígado é um nome coletivo de um grupo polifilético de trematódeos parasitas sob o filo Platyhelminthes. São principalmente parasitas de fígado de vários mamíferos, incluindo humanos. Capazes de se mover ao longo da circulação sanguínea, podem ocorrer também nos ductos biliares, na vesícula biliar e no parênquima hepático. Nesses órgãos, eles produzem lesões patológicas que levam a doenças parasitárias. Eles têm ciclos de vida complexos que requerem dois ou três hospedeiros diferentes, com estágios larvais de vida livre na água.

## Biologia
O corpo dos parasita de fígado é parecido com uma folha e achatado; é coberto com um tegumento. São hermafroditas com conjuntos completos de sistemas reprodutivos masculinos e femininos. Eles têm sistemas digestivos simples e se alimentam principalmente de sangue. A extremidade anterior é a ventosa oral que se abre para a boca. No interior, a boca leva a uma pequena faringe que é seguida por um intestino estendido que percorre todo o comprimento do corpo. O intestino é fortemente ramificado e o ânus está ausente. Em vez disso, o intestino corre ao longo de um canal excretor que se abre na extremidade posterior. Os vermes adultos produzem ovos que são passados através do poro excretor. Os ovos infectam diferentes espécies de caracóis (como hospedeiros intermediários) nas quais crescem em larvas. As larvas são liberadas no ambiente de onde os hospedeiros definitivos (humanos e outros mamíferos) recebem a infecção. Em algumas espécies, é necessário outro hospedeiro intermediário, geralmente um peixe ciprinídeo. Nesse caso, os hospedeiros definitivos são infectados por comerem peixes infectados. Portanto, eles são parasitas de origem alimentar.

## Patogenicidade
Infecções causadas pelo fígado causam sérias doenças médicas e veterinárias. A fasciolíase de ovinos, caprinos e bovinos é a principal causa de perdas econômicas na indústria de laticínios e carnes. A fasciolíase humana produz sintomas clínicos como febre, náusea, fígado inchado, dor abdominal extrema, icterícia e anemia.
A clonorquíase e a opistorquíase (devido a Opisthorchis viverrini) são particularmente perigosas. Eles podem sobreviver por várias décadas em humanos, causando inflamação crônica dos ductos biliares, hiperplasia epitelial, fibrose periductal e dilatação do ducto biliar. Em muitas infecções, esses sintomas causam complicações adicionais, como formação de cálculos, colangite piogênica recorrente e câncer (colangiocarcinoma). A opistorquíase é particularmente a principal causa de colangiocarcinoma na Tailândia e na República Democrática Popular do Laos. Tanto a clonorquíase quanto a opistorquíase são classificadas como agentes biológicos humanos do Grupo 1 (carcinógenos) pela Agência Internacional de Pesquisa em Câncer (AIPC).

## Espécies
As espécies de acaso do fígado incluem:
- Clonorchis sinensis (parasita de fígado chinês, ou parasita oriental)
- Dicrocoelium dendriticum (parasita trematódeo de fígado)
- Dicrocoelium hospes
- Fasciola hepatica (barata-do-fígado)
- Fascioloides magna (parasita gigante do fígado)
- Fasciola gigantica
- Fasciola jacksoni
- Metorchis conjunctus
- Metorchis albidus
- Protofasciola robusta
- Parafasciolopsis fasciomorphae
- Opisthorchis viverrini (parasita de fígado do sudeste asiático)
- Opisthorchis felineus (parasita de fígado em carnívoros)
- Opisthorchis guayaquilensis